# العلاقات الإكوادورية الكيريباتية
العلاقات الإكوادورية الكيريباتية هي العلاقات الثنائية التي تجمع بين الإكوادور وكيريباتي.

## مقارنة بين البلدين
هذه مقارنة عامة ومرجعية للدولتين:
| وجه المقارنة                                              | الإكوادور                      | كيريباتي                        |
| --------------------------------------------------------- | ------------------------------ | ------------------------------- |
| المساحة (كم2)                                             | 283.56 ألف                     | 811                             |
| عدد السكان (نسمة)                                         | 16.62 مليون                    | 116.40 ألف                      |
| الكثافة السكانية (ن./كم²)                                 | 58.61                          | 14.35 ألف                       |
| العاصمة                                                   | كيتو                           | جنوب تاراوا                     |
| اللغة الرسمية                                             | اللغة الإسبانية، كيشوا ‏، شوار ‏ | لغة إنجليزية، اللغة الكيريباتية |
| العملة                                                    | دولار أمريكي، سوكري إكوادوري   | دولار كريباتي، دولار أسترالي    |
| الناتج المحلي الإجمالي (بليون دولار)                      | 103.06 مليار                   | 196.15 مليون                    |
| الناتج المحلي الإجمالي (تعادل القوة الشرائية) بليون دولار | 185.24 مليار                   | 224.26 مليون                    |
| الناتج المحلي الإجمالي الاسمي للفرد دولار أمريكي          | 6.21 ألف                       | 1.42 ألف                        |
| الناتج المحلي الإجمالي للفرد دولار أمريكي                 | 11.37 ألف                      | 1.81 ألف                        |
| مؤشر التنمية البشرية                                      | 0.746                          | 0.590                           |
| رمز المكالمات الدولي                                      | +593                           | +686                            |
| رمز الإنترنت                                              | .ec                            | .ki                             |
| المنطقة الزمنية                                           | 00                             |                                 |

## منظمات دولية مشتركة
يشترك البلدان في عضوية مجموعة من المنظمات الدولية، منها:
| علم المنظمة | اسم المنظمة                   | تاريخ انضمام الإكوادور | تاريخ انضمام كيريباتي |
| ----------- | ----------------------------- | ---------------------- | --------------------- |
|             | مؤسسة التنمية الدولية         | 7 نوفمبر 1961          | 2 أكتوبر 1986         |
|             | يونسكو                        | 22 يناير 1947          | 24 أكتوبر 1989        |
|             | الأمم المتحدة                 | 21 ديسمبر 1945         | 14 سبتمبر 1999        |
|             | الاتحاد البريدي العالمي       | ?                      | ?                     |
|             | البنك الدولي للإنشاء والتعمير | 28 ديسمبر 1945         | 29 سبتمبر 1986        |
|             | الاتحاد الدولي للاتصالات      | 17 أبريل 1920          | 3 نوفمبر 1986         |
|             | منظمة حظر الأسلحة الكيميائية  | ?                      | ?                     |
|             | مؤسسة التمويل الدولية         | 20 يوليو 1956          | 2 أكتوبر 1986         |

## وصلات خارجية
- موقع وزارة الخارجية الإكوادورية